# Alecrim
Alecrim là một đô thị thuộc bang Rio Grande do Sul, Brasil. Đô thị này có diện tích 314,745 km², dân số năm 2007 là 7357 người, mật độ 23,37 người/km².